# Arttu Heikkinen (Biathlet)
Arttu Heikkinen (* 20. April 2004 in Kuopio, Landschaft Nordsavo) ist ein finnischer Biathlet und Skilangläufer. Er wurde 2022 Jugendweltmeister im Einzel.

## Sportliche Laufbahn
Arttu Heikkinen debütierte im November 2019 bei einem Juniorenrennen im Skilanglauf in Kontiolahti und konnte den Wettkampf auf Anhieb für sich entscheiden. Der Finne galt in jungen Jahren als einer der talentiertesten Langläufer seiner Generation, orientierte sich aber schon früh in Richtung des Biathlonsports. In dieser Sportart nahm er im Rahmen der Juniorenweltmeisterschaften 2020 in der Jugendklasse erstmals an internationalen Wettkämpfen der IBU teil, erzielte aber, wie auch im Jahr darauf kein Ergebnis unter den besten 20. Bei den nationalen Juniorenmeisterschaften im Skilanglauf gewann Heikkinen 2021 im Massenstart über 20 Kilometer hinter Niko Anttola die Silbermedaille. Zu Beginn der Saison 2021/22 gab er im Biathlon schließlich seinen Einstand im IBU-Cup und gewann als 34. eines Sprintrennens in Obertilliach auch seine ersten Ranglistenpunkte. Seinen größten Erfolg erzielte der Finne allerdings am Saisonende, als er sich in Soldier Hollow im US-Bundesstaat Utah zum Jugendweltmeister im 20-km-Einzel krönte. Weiterhin gewann er hinter Jakub Borguľa und Albert Engelmann Bronze im Verfolger.
Stark fand Heikkinen in den Winter 2022/23. Er belegte im Dezember in Idre einen sechsten und einen neunten Rang und sollte daher bei den Wettkämpfen in Ruhpolding sein Debüt im Weltcup geben, zog seinen Start aber krankheitsbedingt zurück. Bei den Jugendweltmeisterschaften ergatterte er erneut die Bronzemedaille in der Verfolgung. Im Januar 2024 bekam der Finne in Ruhpolding als Ersatz für den erkrankten Tero Seppälä schließlich seine ersten Einsätze im Weltcup und wurde 91. des Sprints sowie Elfter mit Otto Invenius, Heikki Laitinen und Olli Hiidensalo im Staffelbewerb. Erfolg hatte er bei den Junioreneuropameisterschaften, bei welchen er die Goldmedaille im Sprint gewann. Zu Beginn der Saison 2024/25 war er wieder Teil des Weltcupkaders und lief bei seinen Heimwettkämpfen in Kontiolahti als 39. des Sprints erstmals in die Punkteränge. Im weiteren Verlauf wechselte er mehrfach zwischen den Wettkampfebenen und erzielte unter anderem einen siebten Platz im IBU-Cup-Sprint von Obertilliach. Seine ersten Weltmeisterschaften endeten mit Platz 33 im Einzel sowie Rang zehn im Staffelwettkampf mit Olli Hiidensalo, Tero Seppälä und Jimi Klemettinen erfolgreich, im Rahmen der Junioren-WM verpasste er als Fünfter des Einzels eine Medaille knapp.

## Persönliches
Heikkinen stammt aus Kuopio. Sein zwei Jahre älterer Bruder Henri bestritt gemeinsam mit ihm den Staffelwettkampf bei den Jugendweltmeisterschaften 2020.

## Statistiken

### Weltcupplatzierungen
Die Tabelle zeigt alle Platzierungen (je nach Austragungsjahr einschließlich Olympische Spiele und Weltmeisterschaften).
- 1.–3. Platz: Anzahl der Podiumsplatzierungen
- Top 10: Anzahl der Platzierungen unter den ersten zehn (einschließlich Podium)
- Punkteränge: Anzahl der Platzierungen innerhalb der Punkteränge (einschließlich Podium und Top 10)
- Starts: Anzahl gelaufener Rennen in der jeweiligen Disziplin
- Staffel: inklusive Mixed- und Single-Mixed-Staffeln

| Platzierung               | Einzel | Sprint | Verfolgung | Massenstart | Staffel | Gesamt |
| ------------------------- | ------ | ------ | ---------- | ----------- | ------- | ------ |
| 1. Platz                  |        |        |            |             |         |        |
| 2. Platz                  |        |        |            |             |         |        |
| 3. Platz                  |        |        |            |             |         |        |
| Top 10                    |        |        |            |             |         |        |
| Punkteränge               |        | 2      |            |             | 3       | 5      |
| Starts                    | 2      | 4      | 1          |             | 3       | 10     |
| Stand: Saisonende 2024/25 |        |        |            |             |         |        |

### Weltcupwertungen
Ergebnisse bei Weltcups (Disziplinen- und Gesamtweltcup) gemäß Punktesystem.
| Saison  | Einzel | Einzel | Sprint | Sprint | Verfolgung | Verfolgung | Massenstart | Massenstart | Gesamt | Gesamt |
| Saison  | Platz  | Punkte | Platz  | Punkte | Platz      | Punkte     | Platz       | Punkte      | Platz  | Punkte |
| ------- | ------ | ------ | ------ | ------ | ---------- | ---------- | ----------- | ----------- | ------ | ------ |
| 2024/25 | –      | –      | 79.    | 2      | 65.        | 6          | –           | –           | 80.    | 8      |

### Biathlon-Weltmeisterschaften
Ergebnisse bei den Weltmeisterschaften:
| Weltmeisterschaften | Weltmeisterschaften | Einzelwettbewerbe | Einzelwettbewerbe | Einzelwettbewerbe | Einzelwettbewerbe | Staffelwettbewerbe | Staffelwettbewerbe | Staffelwettbewerbe |
| Jahr                | Ort                 | Einzel            | Sprint            | Verfolgung        | Massenstart       | Herrenstaffel      | Mixedstaffel       | S.-M.-Staffel      |
| ------------------- | ------------------- | ----------------- | ----------------- | ----------------- | ----------------- | ------------------ | ------------------ | ------------------ |
| 2025                | Lenzerheide         | 33.               | 46.               | 56.               | –                 | 10.                | –                  | –                  |

### Jugend-/Juniorenweltmeisterschaften
Heikkinen nahm bis 2023 an den Jugend-, ab 2024 an den Juniorenwettkämpfen teil.:
| Weltmeisterschaften | Weltmeisterschaften | Einzelwettbewerbe | Einzelwettbewerbe | Einzelwettbewerbe | Einzelwettbewerbe | Staffelwettbewerbe | Staffelwettbewerbe |
| Jahr                | Ort                 | Einzel            | Sprint            | Verfolgung        | Massenstart 60    | Herrenstaffel      | Mixedstaffel       |
| ------------------- | ------------------- | ----------------- | ----------------- | ----------------- | ----------------- | ------------------ | ------------------ |
| 2020                | Lenzerheide         | 44.               | 46.               | 29.               | nicht ausgetragen | 12.                | nicht ausgetragen  |
| 2021                | Obertilliach        | 33.               | 22.               | 34.               | nicht ausgetragen | 11.                | nicht ausgetragen  |
| 2022                | Soldier Hollow      | 1.                | 5.                | 3.                | nicht ausgetragen | 5.                 | nicht ausgetragen  |
| 2023                | Schtschutschinsk    | 13.               | 8.                | 3.                | nicht ausgetragen | 4.                 | 6.                 |
| 2024                | Otepää              | 16.               | 21.               | nicht ausgetragen | 41.               | 8.                 | 7.                 |
| 2025                | Östersund           | 5.                | 23.               | nicht ausgetragen | 35.               | 6.                 | 13.                |

## Gerichtsprozess
Im September 2024 traf Arttu Heikkinen während einer Vogeljagd in Hyrynsalmi mit einem Schrotgeschoss seinen Jagdgefährten, der sein Patenonkel war, was diesem schwere Verletzungen zufügte, darunter den Verlust der Sehkraft eines Auges. Heikkinen steht vor dem Amtsgericht Kainuu wegen eines Verstoßes gegen das Jagdgesetz und wegen fahrlässiger Körperverletzung in schwerem Fall. Nach Ansicht der Staatsanwaltschaft stellte Heikkinen die Sicherheit seines Schusses nicht ausreichend sicher, wodurch die Schrotkugeln den Oberkörper, die Arme und den Kopf des Opfers trafen. Heikkinen bestreitet die Anklage und gab an, er habe geglaubt, sein Jagdgefährte befinde sich etwa 55 Meter entfernt hinter Bäumen und sei nicht sichtbar. Laut dem polizeilichen Voruntersuchungsprotokoll dachte Heikkinen zum Zeitpunkt des Schusses, das Opfer befinde sich hinter ihm, und eilte zur Hilfe, bevor er den Notruf tätigte. Heikkinen und das Opfer gaben unterschiedliche Einschätzungen zur Schussdistanz ab. Die Staatsanwaltschaft fordert für Heikkinen eine Strafe von 80 Tagessätzen, die Einziehung der Schrotflinte zugunsten des Staates sowie Schadenersatzpflicht, während der Geschädigte 23.500 Euro Schadensersatz verlangt. Heikkinen betrachtet den Vorfall als Unfall.
Das Ergebnis des Prozesses könnte Heikkinens Biathlonkarriere beeinflussen, da der Verlust der Waffenlizenz infolge einer Verurteilung wegen fahrlässiger Körperverletzung in schwerem Fall die Nutzung eines Kleinkalibergewehrs verhindern würde. Laut dem früheren Biathleten Ville Kotikumpu könnte das Wettkämpfen ohne Waffenlizenz durch Regelungen ermöglicht werden, bei denen ein anderer Lizenzinhaber für die Waffe während des Trainings und der Wettkämpfe verantwortlich wäre. Dies wäre jedoch auf internationalem Niveau schwierig, da die Athleten im Weltcup ihre Waffen während der Laufstrecken selbst tragen. Der Biathlonverband wird die Angelegenheit nach der Gerichtsentscheidung behandeln, bis dahin bleiben Heikkinens Waffenlizenzen und Wettkampflizenz gültig.